# Alaksandr Jaszeuski
Alaksandr Jaszeuski SDB (biał. Аляксандр Яшэўскі; ur. 6 sierpnia 1974 w Smorgoniach) – białoruski duchowny rzymskokatolicki, salezjanin, biskup pomocniczy mińsko-mohylewski od 2015.

## Życiorys
Alaksandr Jaszeuski wstąpił do zgromadzenia salezjanów i 2 sierpnia 1998 złożył uroczystą profesję zakonną. Święcenia diakonatu otrzymał 26 czerwca 1999, a prezbiteratu 24 czerwca 2000. Pełnił funkcje m.in. sekretarza inspektorii wschodnioeuropejskiej, dyrektora wydziału kurii mińsko-mohylewskiej ds. edukacji i nauczania religii, a także wikariusza i ekonoma białoruskiej delegatury zakonnej.
9 czerwca 2015 papież Franciszek prekonizował go biskupem pomocniczym archidiecezji mińsko-mohylewskiej ze stolicą tytularną Furnos Maior. Sakry udzielił mu 27 czerwca 2015 nuncjusz apostolski na Białorusi - arcybiskup Claudio Gugerotti.